# Hoonah-Angoon Census Area
Die Hoonah-Angoon Census Area ist eine Census Area im US-Bundesstaat Alaska im Nordwesten des Alaska Panhandle. Bei der Volkszählung im Jahr 2020 lebten hier 2365 Menschen. Hoonah-Angoon gehört zum Unorganized Borough und hat somit keinen Verwaltungssitz. Der Census Area hat eine Fläche von 29.466 km², wovon 20.452 km² auf Land und 9.014 km² auf Wasser entfallen. Die größte Stadt der Region ist Hoonah, der zweite namensgebende Orte Angoon, 36 % der Bewohner gehören dem Volk der Tlingit an.

## Geographie
Der Norden der Region gehört zum Glacier-Bay-Nationalpark, der Rest liegt bis auf die Siedlungen im Tongass National Forest, einem Nationalforst unter Verwaltung des United States Forest Service. Im Nationalforst ist das großflächige Naturschutzgebiet Admiralty Island National Monument eingelagert.
Im Osten grenzt die Census Area an die Stikine Region und den Regional District of Kitimat-Stikine in der kanadischen Provinz British Columbia.

## Geschichte
Bis zum 22. September 1992, als Yakutat ein selbständiger Borough wurde, trug die Census Area den Namen Skagway-Yakutat-Angoon. Bis 2007 war Skagway Teil des Census Areas, dessen Name bis dahin Skagway-Hoonah-Angoon war. Bei einer Wahl am 5. Juni 2007 entschieden die Bürger Skagways, ihre Stadt ebenfalls zu einem selbständigen Borough zu machen. Zwei Wochen später wurde dann die Census Area mit ihrem heutigen Namen gebildet.

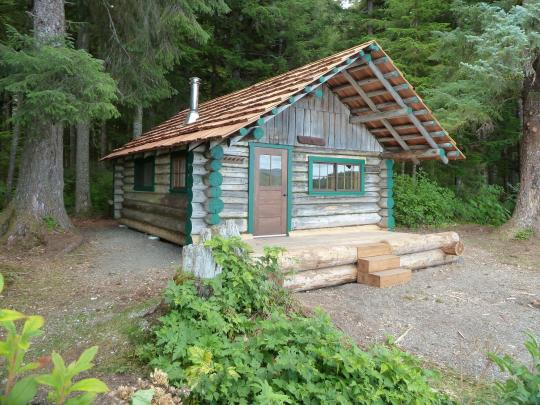
Die Big Shaheen Cabin ist seit November 1995 im NRHP eingetragen.

20 Bauwerke der Census Area sind im National Register of Historic Places („Nationales Verzeichnis historischer Orte“; NRHP) eingetragen (Stand  2. Februar 2022), darunter die Big Shaheen Cabin, die Point Retreat Light Station und die St. John the Baptist Church.

## Städte und Orte
In der Hoonah-Angoon Census Area befinden sich 5 Cities (Gemeinden) sowie 4 Census-designated places (gemeindefreie Gebiete) (Stand 2020).

### Cities
- Angoon
- Gustavus
- Hoonah
- Pelican
- Tenakee Springs

### Census-designated places (CDPs)
- Elfin Cove
- Game Creek
- Klukwan
- Whitestone Logging Camp